# Anticoma lata
Anticoma lata är en rundmaskart som beskrevs av Nathan Augustus Cobb 1898. Anticoma lata ingår i släktet Anticoma och familjen Anticomidae. Inga underarter finns listade i Catalogue of Life.